# Bochemie
Bochemie a.s. – producent środków dezynfekujących i czyszczących. Siedziba spółki znajduje się w Boguminie w Czechach.

## Historia
Przedsiębiorstwo wywodzi się od spółki Österreichisches Chemikalienwerk Rudolf Goldschmidt & Komp., założonej w 1904 roku przez Rudolfa Goldschmidta. W latach 20. przedsiębiorstwo produkowało m.in. słodzik na bazie sacharyny, środki dezynfekcyjne na bazie chloraminy T i aspirynę. W 1924 roku przedsiębiorstwo otworzyło pierwszą filię za granicą – w Krakowie. Po II wojnie światowej rozpoczęto produkcję bieli cynkowej, mas akumulatorowych i polikrzemu. W 1962 roku otwarty został ośrodek badawczy. W 1967 roku rozpoczęto produkcję środka do wytrawiania stali nierdzewnych pod nazwą Feropur, zaś sześć lat później – środków czyszczących i dezynfekcyjnych Savo.
Po upadku komunizmu przedsiębiorstwo zostało sprywatyzowane i rozpoczęło ekspansję na rynki w Europie Środkowo-Wschodniej. W 1996 roku Bochemie nabyło od miasta Lublin zakłady Permedia, w 1998 wprowadziło ją na warszawską Giełdę Papierów Wartościowych. Był to pierwszy w Polsce przypadek, w którym akcje polskiej spółki zależnej wprowadza do obrotu zagraniczny właściciel. 
W 2013 roku spółka Unilever zakupiła od Bochemie markę Savo.